# مردم بلغار

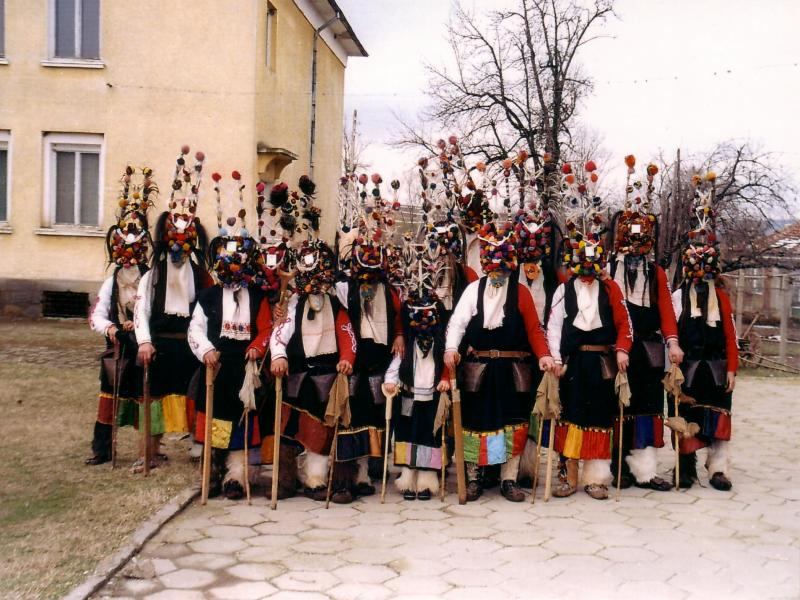
Kukeri from the area of Burgas

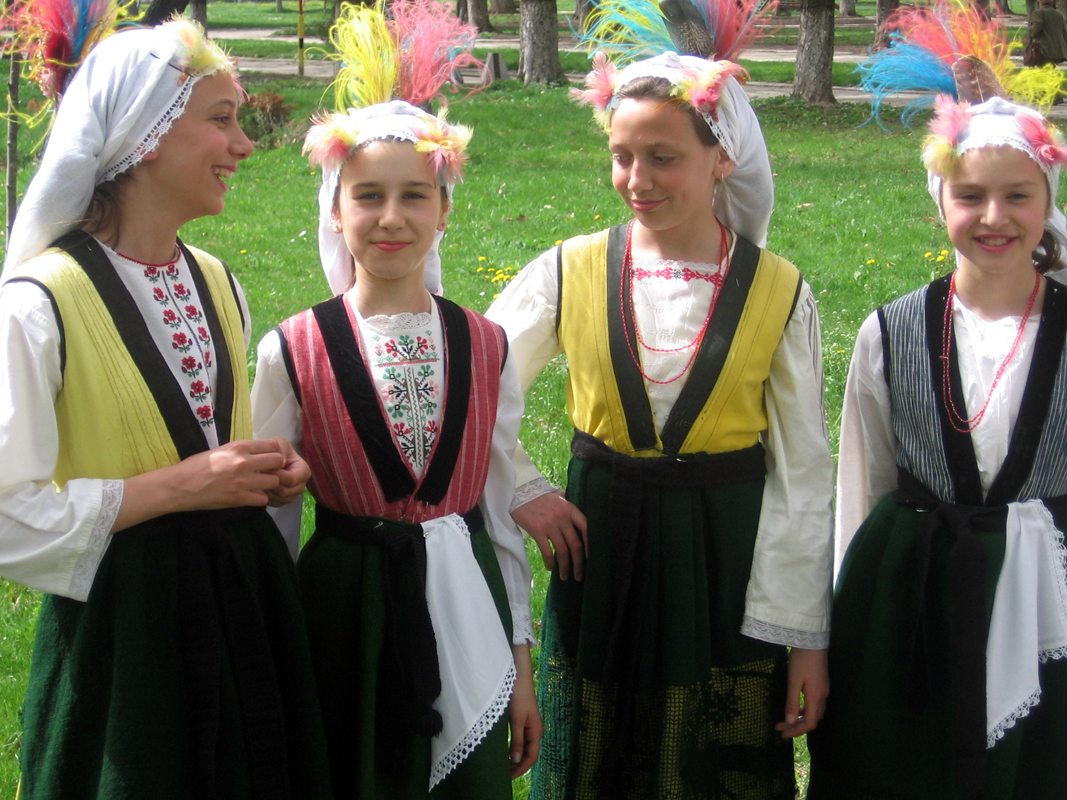
Girls celebrating Lazaruvane from Gabrа, Sofia Province

مردم بلغار (بلغاری: българи) به حدود ۷ تا ۱۰ میلیون مردم بلغار در سراسر جهان گفته می‌شود. این مردم بیشتر در کشور بلغارستان (۵٬۶۶۴٬۶۲۴ نفر)، ترکیه (حدود ۳۰۰ تا ۶۰۰ هزار نفر)، یونان (حدود ۳۰۰ هزار نفر)، آمریکا (۲۵۰ هزار نفر) و ... زندگی می‌کنند. زبان این ملت بلغاری و دینشان اکثراً مسیحیت ارتودوکس است.